# Pulo Ie (Kluet Selatan)
Pulo Ie is een bestuurslaag in het regentschap Aceh Selatan van de provincie Atjeh, Indonesië. Pulo Ie telt 516 inwoners (volkstelling 2010).